# Elmis obscura
Elmis obscura är en skalbaggsart som först beskrevs av Müller 1806.  Elmis obscura ingår i släktet Elmis, och familjen bäckbaggar. Arten har ej påträffats i Sverige.